# Sofia Samatar

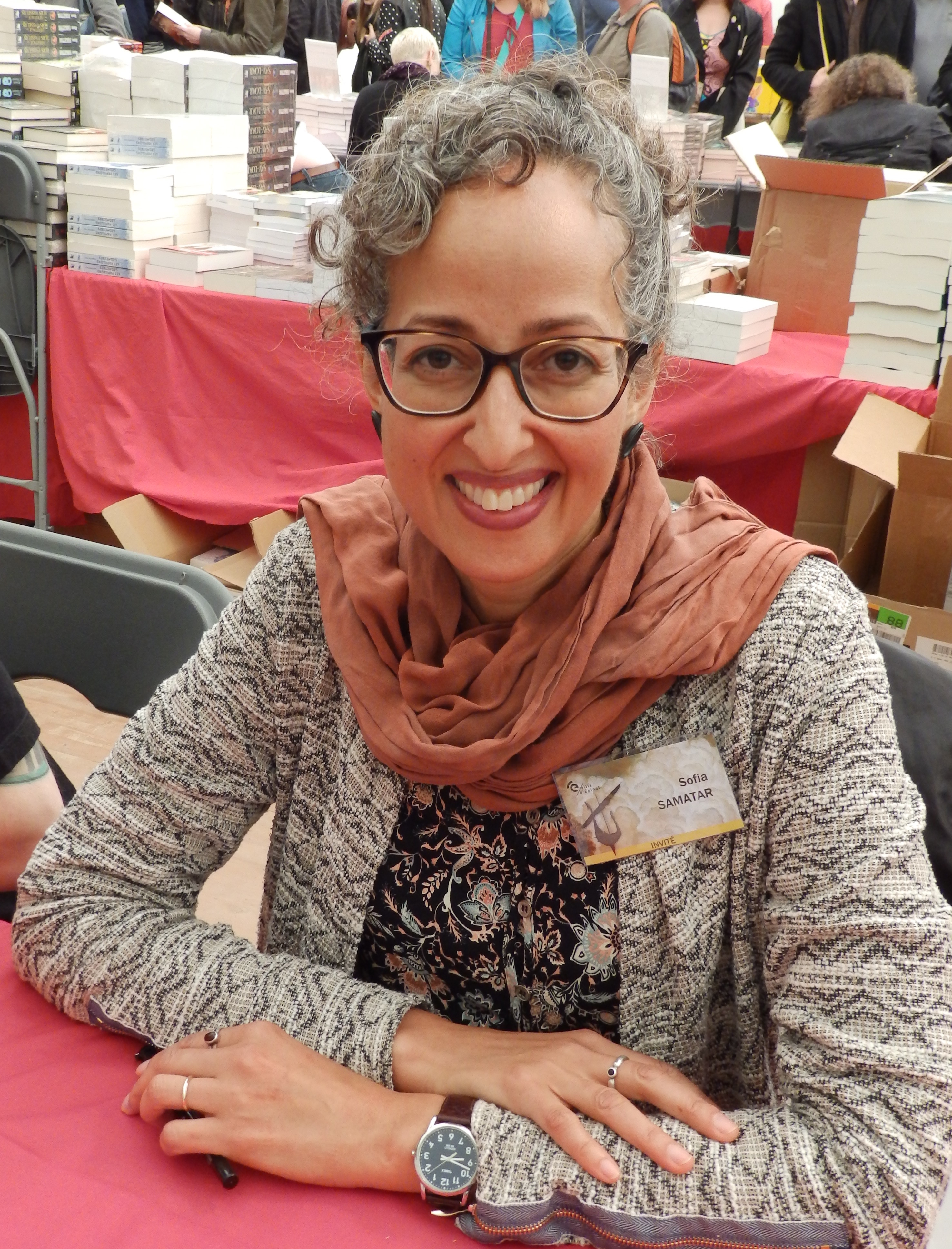
Foto, 2017

Sofia Samatar (Indiana, 24 de octubre de 1971) es una escritora estadounidense. Es además profesora de inglés en la Universidad James Madison.

## Biografía
Su madre era una profesora de inglés de Dakota del Norte menonita de ascendencia germanosuiza que conoció a su padre el escolástico somalí Said Sheikh Samatar cuando enseñaba inglés en Mogadiscio men 1970.
Vivió en varios sitios de niña y estudió filología inglesa en el Goshen College y luego un máster en la Universidad de Wisconsin-Madison, doctorándose en esta institución en 2013 especializándose en literatura árabe.
Está casada con el escritor estadounidense Keith Miller y tienen dos hijos: Isabel y Dominic. Con él, enseñó inglés tres años en Sudán y nueve en Egipto. En 2013, comenzó como profesora adjunta en la California State University Channel Islands. Desde 2016 enseña en la Universidad James Madison.

## Novelas
- A Stranger in Olondria (2013)
- The Winged Histories (2016)